# 四川旱蕨
四川旱蕨（学名：Pellaea connectens），为中国蕨科旱蕨属下的一个植物种。